# Distrito de 24 Parganas norte
24 Parganas norte (en bengalí: উত্তর চব্বিশ পরগণা জেলা) es un distrito de la India en el estado de Bengala Occidental. Código ISO: IN.WB.NP.
Comprende una superficie de 4 095 km².
El centro administrativo es la ciudad de Barasat.

## Demografía
Según censo 2011 contaba con una población total de 10 082 852 habitantes, de los cuales 4 910 714 eran mujeres y 5 172 138 varones.